# Margarete Maurer
Margarete Maurer (geboren 1949 in Linz) ist eine deutsch-österreichische Biochemikerin, Philosophin und Autorin. Einer ihrer Tätigkeitsschwerpunkte liegt auf dem Gebiet feministischer Forschung und Theorieentwicklung.

## Werdegang
In Linz geboren besuchte Maurer nach dem berufsbedingten Umzug ihrer Eltern ab dem siebten Lebensjahr in Deutschland die Schule. Anschließend studierte sie verschiedene Fächer an den Universitäten Mannheim, Tübingen, Osnabrück und Wien. Ihre Studien von Philosophie (Hauptfach), Biochemie und Mikrobiologie (Nebenfächer) schloss sie 1977 in Tübingen mit dem Magister artium (M.A.) ab. Von 1980 bis 1981 sammelte sie Erfahrungen in der pharmazeutisch-chemischen Industrie. Im Jahr 1989 promovierte sie an der Universität Osnabrück in Soziologie, nachdem sie ihre Dissertation Feministische Kritik an Naturwissenschaft und Technik vorgelegt hatte. Mit dem Ph.D. erhielt sie die Befugnis, an einer Universität selbstständig und alleinverantwortlich zu lehren. Eigenen Angaben zufolge hatte Maurer auch Rechtswissenschaft sowie Geschichte und Pädagogik studiert.
Maurer erwarb Zusatzqualifikationen in Gesprächsführung, Moderation und Konflikt- und Projektmanagement.

## Wirken
Zu den Themen, mit denen sich Maurer befasst, gehören neben Philosophie, Gesellschaftskritik und Entwicklungspolitik insbesondere Fragen von Forschungsethik, aber auch Ethik in Technik und Naturwissenschaften. Schwerpunkt ihres Interesses bilden feministische Studien und die Geschichte von Frauen in der Wissenschaft, speziell in Naturwissenschaft und Technik. Daneben gehören zu ihrem Themenbereich Fragen, die sich im Zusammenhang von Bio- und Gentechnologie stellen.
Ihrem Studium schloss sich eine etwa dreißigjährige Lehrtätigkeit an, die sie an verschiedenen deutschen und österreichischen Universitäten absolvierte – darunter Gastprofessuren an den Universitäten Kassel und Koblenz-Landau. Im Jahr 1990 gründete Maurer in Österreich das Rosa Luxemburg Institut (RLI), dessen Direktorin sie seitdem ist. Es handelt sich um ein außeruniversitäres Forschungsinstitut mit dem Ziel der Fortentwicklung feministischer Theorieentwicklung und interdisziplinärer Forschung. Dem Institut angeschlossen ist mit dem RLI-Verlag vom Verein für Interdisziplinäre Forschung und Praxis ein kleiner Verlag für Frauen- und Genderforschung, für den Maurer die Verlagsleitung übernahm.
Im Jahr 2013 öffnete Maurer ihre philosophische Praxis und bietet seitdem Coaching „im sokratischen Dialog“ für verschiedene Interessengruppen an. Sie kuratiert und koordiniert seit 2017 unter dem Titel Nächte der Philosophinnen philosophische Festivals. Neben zahlreichen wissenschaftlichen Publikationen veröffentlicht sie Allgemeinverständliches auf ihrem YouTube-Kanal, im Hörfunk und in Printmedien. Sie moderiert im Rundfunk Diskussionen und veröffentlicht neben Interviews auch Radio-Features.
Für an Frauenforschung und feministischer Forschung Interessierte stellt Maurer im Rosa Luxemburg Institut und im Rahmen der Nächte der Philosophinnen Praktikumsplätze zur Verfügung und übernimmt die Betreuung der Praktika.
Zu den Zielen ihres beruflichen Schaffens rechnet Maurer Themen, die „zu wenig Aufmerksamkeit erfahren“. Sie will den „zivilgesellschaftlichen Diskurs stärken“ und „Philosophinnen und Wisssenschaftlerinnen [sic] sichtbarer machen“.

### Feministische Qualitätskontrolle
Über ihr Verständnis des Feminismus-Begriffs äußerte sich Maurer in einem Interview bei Science.ORF.at im Jahr 2010. Mit dem Feminismus gehe es ihr „nicht alleine um stereotype Geschlechterrollen, sondern um die Kontrolle von Qualität“ in der Wissenschaft. Dabei geht sie über den Ansatz des Biologen Scott Gilbert – emeritierter Professor am Swarthmore College – hinaus, der feministische Kritik als eine Art Werkzeug darstellte, mit dem jedes Forschungsprojekt einer Qualitätskontrolle zu unterziehen sei, um zu prüfen, „ob sich androzentrisch geprägte geschlechtsspezifische Einflüsse oder kulturelle Muster eingeschlichen haben könnten“. Maurer hält es für notwendig, dass eine solche Qualitätskontrolle bereits zu Beginn bei der Konzeption eines Forschungsprojekts und dann fortlaufend bis zur Evaluation erfolgen solle. Allerdings bestünde „im deutschsprachigen Bereich“ eine Tendenz, Frauen, die sich um eine feministische Wissenschaft bemühen, „zu ghettoisieren“. Sie würden „oft nicht mehr ernst genommen“, obgleich sie „eine Wissenschaft mit Objektivitätsansprüchen“ vertreten. Abschließend formulierte sie:

„Ich stelle mir mittlerweile verstärkt die Frage, ob der Feminismus-Begriff noch notwendig oder zeitgemäß ist. Mein Eindruck ist: Um die Anliegen "des Feminismus" wissenschafts- oder gesellschaftspolitisch durchzusetzen, mag er wenig effektiv sein. Für die Naturwissenschaften stellt er aber ein fachlich innovatives Konzept dar.“

### Nächte der Philosophinnen
Im Jahr 2017 rief Maurer das als gemeinnützig anerkannte Festival Nächte der Philosophinnen ins Leben, das sie seitdem kuratiert und koordiniert. Spezielle Vorkenntnisse sind für eine Teilnahme nicht erforderlich, denn es gehe „nicht um einen akademischen Diskurs mit dem Ziel einer Publikation, sondern darum, wie gemeinsam philosophische Einsicht vertieft, erweitert, gefunden werden“ könne. Das Konzept sieht „Philosophische Cafés, Salons, Lesungen, Kunst-Performances, Ausstellung, Philo-Slam, Debatten und Diskussionen“ und unter anderem auch Veranstaltungen für Kinder und Jugendliche vor. Beabsichtigt ist, unter dem Motto Philosophy goes publik „angesichts steigender Komplexität ‚der Welt‘ und der persönlichen Lebensumstände“, aber auch der gesellschaftlichen, politischen und wirtschaftlichen „Rahmenbedingungen“ Orientierung zu vermitteln.
Zum Teil werden die Veranstaltungen im Fernsehen auf dem Regionalsender Okto ausgestrahlt, teils auf dem Wiener Radiosender Orange 94.0. Beispielsweise findet sich – veröffentlicht auf Cultural Broadcasting Archive (cba) – ein zweiteiliges „Studiogespräch“, in dem sich Maurer 2024 gemeinsam mit der Psychologin und Entwicklungssoziologin Brigitte Holzner, der Gewaltschutzexpertin Rosa Logar und dem Referenten des Österreichischen Bundesheeres für „einsatzrelevante Human Security“ Matthias Hirsch über das Thema Sexualisierte Gewalt in bewaffneten Konflikten Gedanken machte. Der erste Teil wurde im April, der zweite im Juni 2024 aufgenommen und online gestellt.
Auf der Startseite der gesonderten Website über die Nächte der Philosophinnen stellt Maurer zahlreiche weiterführende Links zur Verfügung, unter anderem zu verschiedenen philosophischen Blogs, zu Hannah Arendt oder Ruth Hagengruber und zu Einzelbeiträgen in unterschiedlichen Medien, Fachzeitschriften oder dem Wikipedia-Artikel Frauen in der Philosophie.

### Internetpräsenz
Maurer ist vielfältig im World Wide Web präsent. Neben der umfangreichen Seite über die Nächte der Philosophinnen betreibt Maurer zwei persönliche Websites, deren Design sich erheblich voneinander unterscheidet. Es findet sich eine mit Jimdo gestaltete Seite und daneben eine zweite, die mit einer übersichtlicheren Startseite versehen ist. Aus ihrer umfangreichen Bibliografie bietet sie auf Academia.edu eine Vielzahl von Veröffentlichungen zum Download an.
Auf ihrem YouTube-Kanal veröffentlicht sie unter anderem eigene Vorträge. Beispielsweise hielt sie in der Bildungsstätte Frauenhetz in Wien während der Pandemiezeit im Juni 2020 einen Vortrag unter dem Titel Der Zustand der Welt & ich. Klimawandel, Artensterben & gesellschaftliche Scheren. Darin befasst sie sich mit der individuellen und allgemeinen Bedeutung der Klimakrise, konstatiert, der Schutz der Biodiversität und die Forderung nach einer Agrarwende seien nicht voneinander zu trennen und entfaltet ihre These, im Problem der Komplexität liege auch dessen Lösung.

## Mitgliedschaften
Mitgliedschaften und Funktionen in Fachgesellschaften:
- Verein für interdisziplinäre Forschung und Praxis / Rosa Luxemburg-Institut
- Society for Women in Philosophy
- SWIP Austria
- Internationale Assoziation von Philosophinnen (IAPh)
- Forum Wissenschaft & Umwelt
- Verband feministischer Wissenschafterinnen
- Frauen in Naturwissenschaft und Technik
- Deutsche Gesellschaft für Geschichte und Theorie der Biologie

## Auszeichnungen
Preise:
- Scheffelpreis
- Theodor-Körner-Preis

## Schriften (Auswahl)
→ Liste wissenschaftlicher Veröffentlichungen, Schriften zum Download auf Academia.edu
- Margarete Maurer (Hrsg.): Rosa Luxemburg. Von der Ikone zur Person. Promedia, Wien 2024, ISBN 978-3-85371-531-4.
- Frauenforschung in Naturwissenschaften, Technik und Medizin. Dokumentation und Bibliographie (= Dokumentation. Band 6). Wiener Frauenverlag, Wien 2023, ISBN 978-3-901229-19-0.
- Mit Otmar Höll (Hrsg.): Natur als Politikum (= Arbeitspapiere aus dem RLI. Nr. 9). Rosa Luxemburg Institut (RLI), Wien 2003, ISBN 3-901229-18-3 (deutsch, englisch).
- Sexualdimorphismus, Geschlechtskonstruktion und Hirnforschung. In: Ursula Pasero, Anja Gottburgsen (Hrsg.): Wie natürlich ist Geschlecht? Gender und die Konstruktion von Natur und Technik. Westdeutscher Verlag, Wiesbaden 2002, ISBN 3-531-13670-4, S. 65–108 (academia.edu).
- Mit Luise Berthe-Corti, Gerda Freise, Patricia Hynes, Dolly Wittberger: Forschen Frauen anders? AnSätze, AnSprüche, AnForderungen von Frauen in den Naturwissenschaften (= Arbeitspapiere aus dem RLI. Nr. 3). Verein für Interdisziplinäre Forschung und Praxis, Wien 2000, ISBN 3-901229-10-8.
- Hirnforschung, Geschlechterkampf und Politik im 19. Jahrhundert und aus heutiger Sicht. In: Wechselwirkung. Februar 2000, ISSN 0172-1623, S. 49–58 (academia.edu).
- Margarete Maurer (Hrsg.): Rosa Luxemburg. »Ich bin ein Land der unbeschränkten Möglichkeiten« (= Arbeitspapiere aus dem RLI. Nr. 7). Verein für Interdisziplinäre Forschung und Praxis, Wien 1999, ISBN 3-901229-14-0.
- Zum patriarchalen Charakter der Naturwissenschaften und den Möglichkeiten feministischer Alternativen. Am Beispiel der Biowissenschaften. In: Christine Wächter, Felicitas Konecny, Gudrun Kapl (Hrsg.): Frauen in Naturwissenschaft und Technik (= Technik- und Wissenschaftsforschung. Band 21). Profil, München, Wien 1993, ISBN 3-89019-327-7, S. 59–90.
- Mit Elisabeth Heim, Barbara Smetschka: Frauenforschung International. Frauenforschung, Frauenbewegung und Feminismus in Lateinamerika und in der Karibik. (= Frauenforschung International. Dokumentation. Bibliographie. Band 5/6). Verein für interdisziplinäre Forschung und Praxis (ViF), Wien 1992, ISBN 3-901229-02-7.
- Anziehung und Abstossung. Ein Diskussionsbeitrag zum Verhältnis von feministischen Sozial-/Geisteswissenschaft(lerinn)en und Natur-/Ingenieurwissenschaft(lerinn)en (= Arbeitspapiere aus dem RLI. Nr. 2). Rosa-Luxemburg-Institut, Wien 1990, ISBN 3-901229-01-9.
- Fragen emanzipatorischer Ausstellungs- und Museumsdidaktik. Abbau von Vorurteilen durch Ausstellungen? Grundfragen, Erfahrungen, Perspektiven. Bericht für das Kulturamt der Stadt Wien, Geschäftsgruppe "Kultur und Sport", Wissenschaftsreferat (= Arbeitspapiere aus dem RLI. Nr. 1). Rosa Luxemburg Institut (RLI), Wien 1990, ISBN 3-901229-00-0.
- Feministische Kritik an Naturwissenschaft und Technik. Grundlagen und Ansätze einer feministischen Naturwissenschafts- und Technikkritik und die Frage nach einer neuen, einer alternativen, feministischen Naturwissenschaft und Technik. Eine Einführung. Dissertation Universität Osnabrück (= Hochschuldidaktische Arbeitspapiere. Nr. 23). Interdisziplinäres Zentrum für Hochschuldidaktik (IZHD), Hamburg 1989, DNB 900741619.
- Machbarkeit und Verantwortung. Gentechnologie in der Kritik. In: AUF – Eine Frauenzeitschrift. Nr. 51, Mai 1986, S. 7–14 (frauen.at).
- Die Verdrängung der Frauen aus der Wissenschaftsgeschichtsschreibung und ihre Vertreibung aus der Wissenschaft. In: Ina Wagner (Hrsg.): Zeitschrift für Hochschuldidaktik. Schwerpunkt »Frauen und Naturwissenschaft«. Band 7, Nr. 4, 1983, ISSN 0250-6467, S. 539–557.
- Das Verhältnis von Wissenschaftstheorie und Naturwissenschaftsdidaktik, unter besonderer Berücksichtigung der Biologie. In: Michael Ewers (Hrsg.): Wissenschaftstheorie und Naturwissenschaftsdidaktik (= Texte zur mathematisch-naturwissenschaftlich-technischen Forschung und Lehre. Band 6). Didaktischer Dienst Barbara Franzbecker, Bad Salzdetfurth über Hildesheim 1979, ISBN 3-88120-008-8, S. 147–215 (academia.edu).